# Circunstancia (revista)
Circunstancia es una revista electrónica de ciencias sociales que editó el Instituto Universitario de Investigación Ortega y Gasset - Fundación José Ortega y Gasset entre los años 2003 y 2015. La revista comenzó a publicarse en abril de 2003 bajo la dirección del historiador Juan Pablo Fusi, desde entonces más de treinta números han visto la luz. Tiene una periodicidad cuatrimestral. El acceso a los artículos de la publicación es gratuito, ya que Circunstancia pertenece a plataformas de acceso libre.
La revista analiza desde un punto de vista multidisciplinar los problemas de la sociedad en que vivimos, siempre de forma científica, rigurosa y exigente.
Circunstancia está presente y participa en importantes proyectos: Dialnet, Latindex, e-revistas y DICE.

## Equipo
En su comité de redacción, consejo asesor y comité de evaluadores externos participan importantes personalidades del mundo académico, universitario y de investigación.
Comité de Redacción
- Francisco Calvo Serraller. Universidad Complutense de Madrid
- Juan Pablo Fusi Aizpúrua. Universidad Complutense de Madrid
- Santos Juliá. UNED. Madrid
- Mira Milosevich. Fundación José Ortega y Gasset
- Octavio Ruiz-Manjón. Universidad Complutense de Madrid
- Jaime de Salas Ortueta. Universidad Complutense de Madrid

Consejo Asesor
- Joaquín Arango Vila-Belda. Universidad Complutense de Madrid
- Manuel Arenillas. Universidad Rey Juan Carlos. Madrid
- Francisco Cabrillo Rodríguez. Universidad Complutense de Madrid
- María Esther del Campo. Universidad Complutense de Madrid
- Águeda Esteban Talaya. Universidad de Castilla-La Mancha
- Francisco Llera. Universidad de Sevilla
- Ludolfo Paramio. Consejo Superior de Investigaciones Científicas. Madrid
- Antonio Remiro Brotóns. Universidad Autónoma de Madrid
- Francisco Rubio Llorente. Consejo de Estado. España
- Jesús Ruiz-Huerta Carbonell. Universidad Rey Juan Carlos. Madrid
- Fernando Reinares. Universidad Rey Juan Carlos. Madrid
- Manuel Villoria Mendieta. Universidad Rey Juan Carlos. Madrid

Comité de Evaluadores Externos
- Paul Aubert,  Universidad de Aix (Provence)
- Romero Bandeira, Universidad de Oporto (ICBAS)
- Giovanni Grasso,  Universidad de Catania
- Wolfgang Jakob,  Universidad de Passau
- Rosa Ballester,  Universidad Miguel Hernández de Elche
- Manuel Chust Calero,  Universidad Jaume I de Castellón
- Lorenzo Delgado Gómez-Escalonilla,  CSIC
- Manuel Martínez Neira,  Universidad Carlos III de Madrid
- José Antonio Martínez Serrano,  Universidad de Valencia
- Massimo Meccarelli, Università di Macerata (Italia)
- Antonio Niño Rodríguez,  Universidad Complutense de Madrid
- Jaime Olmedo,  Real Academia de la Historia. España
- Javier San Martín,  UNED
- Fernando Vallespín,  Universidad Autónoma de Madrid
- Eduard Vallory,  Graduate School of Economics